# Макаров, Михаил (бобслеист)
Михаил Макаров (нем. Michail Makarow, 13 января 1984, Эрфурт) — немецкий бобслеист, разгоняющий, выступающий за сборную Германии с 2004 года. Дважды чемпион мира среди юниоров, неоднократный победитель и призёр национальных первенств, различных этапов Кубка мира и Европы. Прежде чем перейти в бобслей, на любительском уровне занимался лёгкой атлетикой.

## Биография
Михаил Макаров родился 13 января 1984 года в городе Эрфурт, федеральная земля Тюрингия.
После окончания школы поступил в Йенский университет, где начал активно заниматься спортом, состоял в студенческой легкоатлетической команде, бегал на спринтерские дистанции. Затем пошёл служить в немецкие вооружённые силы, вскоре получил звание сержанта, а в 2004 году присоединился к спортивному клубу BSR Rennsteig Oberhof и стал в его составе принимать участие в соревнованиях по бобслею, в частности, дебютировал в Кубке мира. В 2006 году перешёл в команду перспективного молодого пилота Мануэля Махаты, они сразу же взяли золото в национальном первенстве среди юниоров и были первыми на молодёжном чемпионате мира. Два последующих года спортсмен выступал в основном на менее престижном Кубке Европы, а на младших мировых первенствах получал только бронзу. В 2009 году на молодёжном чемпионате мира в Кёнигсзее выиграл серебряную медаль, тогда как в 2010-м на первенстве в швейцарском Санкт-Морице вновь удостоился звания чемпиона.
В декабре 2010 года впервые завоевал золотую награду Кубка мира, показав лучшее время на трассе канадского Калгари. Их четырёхместный экипаж в итоге занял первое место в общем зачёте. В 2012 году Макаров дебютировал на взрослом чемпионате мира, в американском городе Лейк-Плэсид их четвёрка, возглавляемая пилотом Франческо Фридрихом, финишировала на девятой позиции. Макаров также принимал участие в программе смешанных состязаний по бобслею и скелетону, где разгонял двухместный боб Махаты, но в конечном счёте их команда заняла только пятое место.